# La Voix des sages (No More Fighting)
Singles de Yannick Noah
Simon Papa Tara
(2000) Les Lionnes
(2002)
La Voix des sages (No More Fighting) est un single du chanteur français Yannick Noah extrait de l'album Yannick Noah sorti en 2000. Le single est certifié disque d'or en France en 2001.

## Classements
| Classement (2001)                       | Meilleure position |
| --------------------------------------- | ------------------ |
| Belgique (Wallonie Ultratop 50 Singles) | 16                 |
| France (SNEP)                           | 3                  |

## Certifications
| Région                                                                                                 | Certification | Ventes/Streams |
| --- | ------------- | -------------- |
| France (SNEP)                                                                                          | Or            | 250 000*       |
| *Ventes selon la certification ^Mise en rayon selon la certification xNon précisé par la certification |               |                |

## Reprise
La Voix des sages (No More Fighting) est reprise en 2007 lors du spectacle des Enfoirés La Caravane des Enfoirés par Francis Cabrel, Marc Lavoine, Patrick Bruel, Raphael et Zazie.